# Hanneriina Moisseinen
Hanneriina Moisseinen (née en 1978 à Joensuu) est une auteure, illustratrice, caricaturiste, réalisatrice finlandaise, dans les domaines de la bande dessinée et des films d'animation

## Biographie
Hanneriina Moisseinen est née en 1978 à Joensuu, dans la partie finlandaise de la Carélie. Elle a suivi une formation artistique en dessin, sculpture et installations. Elle a obtenu en 2017 une maîtrise en art de l'Université Aalto.

## Parcours artistique

### Le roman graphique
Ses romans graphiques traitent de sujets graves mais ne sont pas dépourvus d'humour,.
Son premier roman, Sen synty ja muita Vienan hävyttömiä ja hulvattomia starinoita (naissance et autres Starinas sans vergogne et drôles), paru en 2005, est un recueil d’histoires traditionnelles caréliennes de la région de Viena Karelia.
La suite, Setit ja partituurit - Häpeällisiä tarinoita (Histoires honteuses) (2010) raconte des situations embarrassantes de la vie quotidienne contemporaine.  Ces histoires sont basées sur des enregistrements qu'elle a collectés auprès de personnes de sa connaissance ou inconnues. Elle a obtenu le premier prix du concours Kemi Nordic Comics en 2006.
Elle est la troisième artiste invitée à travailler à la Saari Residence pour une période de huit mois durant lesquels elle travaille à son troisième ouvrage, Isä (Le Père), publié en 2013. Il raconte l'histoire vraie de son père disparu inexplicablement. Ce livre a obtenu les prix Comic-Finlandia et Jarkko Laine Litterature Award en 2013.
La quatrième bande dessinée de Moisseinen, Kannas, a été publiée en 2016. Elle raconte l'histoire de personnes en dehors de la Seconde Guerre mondiale : un soldat perdu, une femme perdant sa patrie et des animaux. À la fin de la même année, Moisseis a reçu le prix d'État pour l'art de bande dessinée.
La même année, elle participe au Lakes Comics Festival 2016 à Kendal, avec d'autres créateurs finlandais de bandes dessinées.
Kannas (Isthme) raconte l'histoire d'un déserteur, d'une adolescente et de vaches pendant la Seconde guerre mondiale. Pour ce livre, Hannerlina Moisseinen a reçu, entre autres, le prix d'État finlandais de la bande dessinée en 2016, le prix William Thuring de l'Association d'art finlandaise en 2017 et le prix de reconnaissance Akseli Gallen-Kallela de la société Kalevala en 2018.,

### les films d'animation
Hannerlina Moisseinen a dirigé son premier film d'animation en 2014, Syntymäpäivä (Anniversaire). En 2017, elle réalise Kulkuri, joka rakasti kirjoja  (Le vagabond qui aimait les livres).

### Dernières évolutions
Elle tient un des rôles principaux du film documentaire Laulu (fi) (chant) de Selma Vilhunen en 2014,.
Durant les dernières années, Hannerlina Moisseinen a élargi son champ d'expression graphique en incluant du tricot et de la broderie dans son travail.
Les œuvres de Moisseinen ont été exposées dans des galeries d'art et des musées de plus de quinze pays différents, en Finlande, par exemple, lors des semaines des beaux-arts de Kiasma et Mänttä.

### Distinctions
- 2006 : premier prix du concours Kemi Nordic Comics pour Setit ja partituurit - Häpeällisiä tarinoita
- 2013 : Comic Finlandia pour Isä[3]
- 2013 : Jarkko Laine Litterature Award pour Isä[6]
- 2016 : prix national d'art narratif, pour l'ensemble ed son œuvre
- 2019 : Prix Artémisia Prix Mémoire pour La terre perdue
- 2021 : Chapeau de Puupää

### en finnois
- (fi) Sen synty ja muita Vienan hävyttömiä ja hulvattomia starinoita, Arktinen banaani, 2005  (ISBN 9525602052)
- (fi) Setit ja partituurit - Häpeällisiä tarinoita, Huuda Huuda, 2010  (ISBN 978-952-5724-20-2)
- (fi + en) Isä, Huuda Huuda, 2013  (ISBN 9789525724516)
- (fi) Kannas, Kreegah Bundolo, 2016  (ISBN 9789526854106)

### en français
- Isä, 2013[réf. souhaitée]
- (trad. Kirsi Kinnunen), La terre perdue, Actes Sud, 2018  (ISBN 978-2330092474) [15]

## Filmographie
Elle a réalisé plusieurs films d'animation
- Syntymäpäivä  (2014)
- Kulkuri, joka rakasti kirjoja (Le vagabond qui aimait les livres) (2017)